# Kabinett Konstantinos Karamanlis VII
Das Kabinett Konstantinos Karamanlis VII wurde am 28. November 1977 in Griechenland durch Konstantinos Karamanlis gebildet. Dieses Kabinett bestand bis zum 10. Mai 1980 und wurde dann durch das Kabinett Georgios Rallis abgelöst, nachdem Ministerpräsident Karamanlis zum Staatspräsidenten gewählt worden war. Bei der Parlamentswahl vom 20. November 1977 hatte die von Karamanlis geführte Nea Dimokratia (ND) 41,84 Prozent der Stimmen erhalten. Sie verfügte aufgrund des verstärkten Verhältniswahlrechts über 173 der 300 Sitze im Parlament und damit über eine überproportionale absolute Mehrheit. Allerdings musste die ND im Vergleich zur vorhergehenden Parlamentswahl vom 17. November 1974 erhebliche Verluste von 12,53 Prozentpunkten und 47 Sitzen hinnehmen.

## Minister
| Ministeramt                                     | Amtszeit                             | Minister                                | Lebensdaten                 |
| ----------------------------------------------- | ------------------------------------ | --------------------------------------- | --------------------------- |
| Ministerpräsident (Präsident des Ministerrates) | 28. November 1977                    | Konstantinos Karamanlis                 | * 1907 † 1998               |
| Vizepräsident des Ministerrates                 | 28. November 1977                    | Konstantinos Papakonstantinou           | * 1907 † 1989               |
| Auswärtiges                                     | 28. November 1977 10. Mai 1978       | Panagiotis Papaligouras Georgios Rallis | * 1917 † 1993 * 1918 † 2006 |
| Nationale Verteidigung                          | 28. November 1977                    | Evangelos Averoff-Tossizza              | * 1910 † 1990               |
| Inneres                                         | 28. November 1977                    | Christoforos Stratos                    | * 1924 † 1982               |
| Finanzen                                        | 28. November 1977 10. Mai 1978       | Ioannis Boutos Athanasios Kanellopoulos | * 1925 † 2004 * 1923 † 1994 |
| Justiz                                          | 28. November 1977                    | Georgios Stamatis                       | * 1915 † 1986               |
| Koordination                                    | 28. November 1977 10. Mai 1978       | Georgios Rallis Konstantinos Mitsotakis | * 1918 † 2006 * 1918 † 2017 |
| Minister beim Präsidenten der Regierung         | 28. November 1977                    | Konstantinos Stefanopoulos              | * 1926 † 2016               |
| Raumplanung, Wohnungsbau und Umwelt             | 14. März 1980                        | Stefanos Manos                          | * 1939                      |
| Öffentliche Arbeiten                            | 28. November 1977                    | Nikolaos Zarntinidis                    | * 1917 † 2001               |
| Nationale Bildung und religiöse Angelegenheiten | 28. November 1977                    | Ioannis Varvitsiotis                    | * 1933                      |
| Kommunikation                                   | 28. November 1977                    | Alexandros Papadongonas                 | * 1931                      |
| Arbeit                                          | 28. November 1977                    | Konstantinos Laskaris                   | * 1918 † 1989               |
| Soziale Dienste                                 | 28. November 1977                    | Spyridon Doxiadis                       | * 1917 † 1991               |
| Landwirtschaft                                  | 28. November 1977 10. Mai 1978       | Athanasios Taliadouros Ioannis Boutos   | * 1918 † 1999 * 1925 † 2004 |
| Öffentliche Ordnung                             | 28. November 1977                    | Anastasios Balkos                       | * 1916 † 1995               |
| Kultur und Wissenschaften                       | 28. November 1974 25. September 1978 | Georgios Plytas Dimitrios Nianias       | * 1910 † 1997 * 1923        |
| Industrie und Energie                           | 28. November 1977                    | Miltiadis Evert                         | * 1939 † 2011               |
| Handelsmarine                                   | 28. November 1977                    | Emmanouil Kefalogiannis                 | * 1914 † 2003               |
| Handel                                          | 28. November 1977                    | Georgios Panagiotopoulos                | * 1930                      |
| Nordgriechenland                                | 28. November 1977                    | Nikolaos Martis                         | * 1915 † 2013               |
| Minister ohne Geschäftsbereich                  | 28. November 1977                    | Konstantinos Papakonstantinou           | * 1907 † 1989               |
| Minister ohne Geschäftsbereich                  | 28. November 1977                    | Georgios Kontogeorgis                   | * 1912 † 2009               |